# Sistemul internațional de unități

Coperta broșurii Sistemul internațional de unități

Sistemul internațional de unități sau Sistemul Internațional, pe scurt (SI), este un sistem de unități de măsură, aplicabil în toate domeniile fizicii și tehnicii și este forma modernă a sistemului metric (MKS). Abrevierea în toate limbile este SI (potrivit prescurtării franceze: Système international d'unités), indiferent de cum se numește sistemul într-o anumită limbă.
Sistemul internațional conține șapte unități fundamentale: metrul, kilogramul, secunda, amperul, kelvinul, molul și candela. Aceste unități sunt neredundante din punct de vedere al domeniilor mărimilor fizice măsurate. Din cele șapte unități de măsură fundamentale se pot deriva un număr nelimitat de unități derivate, care pot acoperi tot domeniul fenomenelor fizice cunoscute. Unitățile SI derivate sunt coerente, adică la derivarea lor nu trebuie folosit niciun factor de scară. Unitățile SI pot fi folosite și împreună cu unități ale altor sisteme, însă se pierde principalul avantaj, coerența.
Sistemul internațional este sistemul de unități de măsură legal în România. În cazuri justificate este admisă folosirea în paralel și a altor unități de măsură, adoptate prin lege .

## Istoric

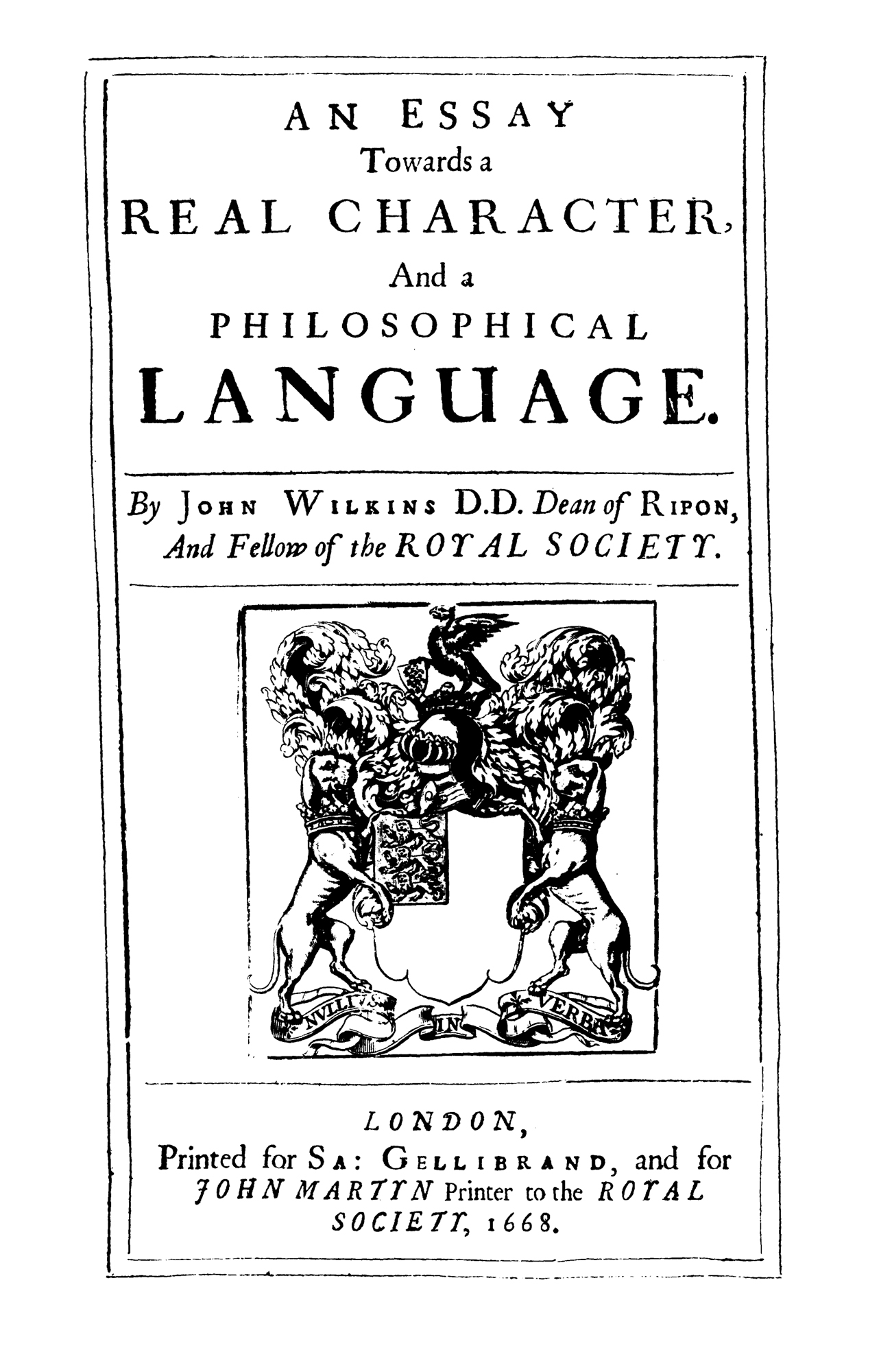
Coperta lucrării An Essay Towards A Real Character and a Philosophical Language

În 1668 savantul englez John Wilkins, membru al Societății Regale în lucrarea sa An Essay Towards A Real Character and a Philosophical Language definește o lungime, un volum și o masă „universală”. Lungimea era definită drept 38 de țoli de Prusia (cca. 993,7 mm), corespunzând lungimii unui pendul cu semiperioada micilor oscilații de o secundă. Volumul era definit prin latura unui cub de lungime dată, iar masa era cea a apei de ploaie care umplea acest volum. În 1675 savantul italian Tito Livio Burattini redenumește măsura universală a lui John Wilkins metru, iar ca definiție renunță la țolul de Prusia, păstrând definiția pe baza pendulului. Lungimea astfel definită este de 993,9 mm. Această valoare depinde însă de accelerația gravitațională, care prezintă mici diferențe într-un loc sau altul.

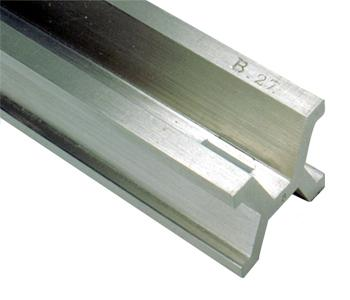
Prototipul nr. 27 al metrului, aflat la NIST (SUA).

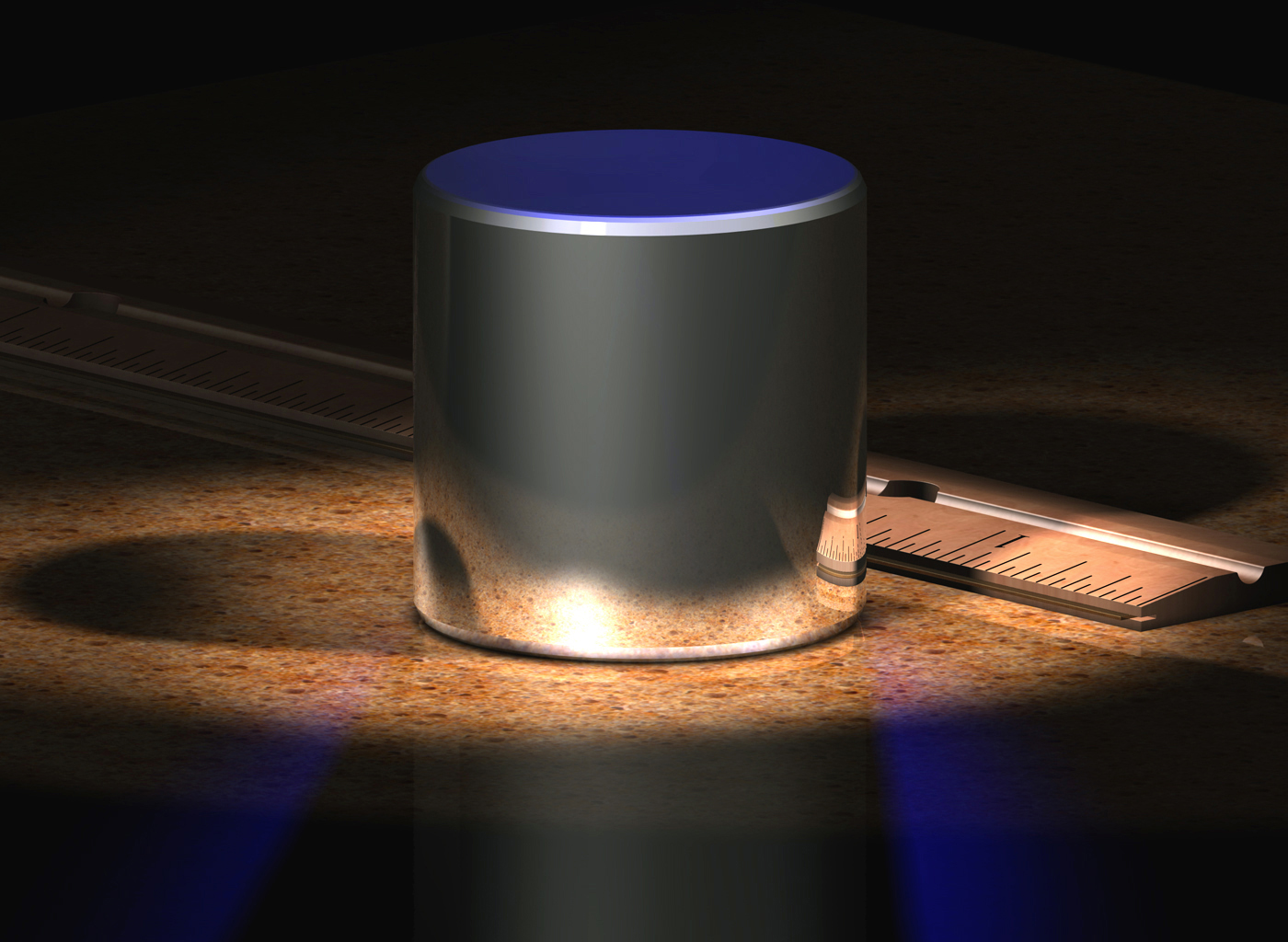
Prototipul kilogramului (imagine virtuală generată pe calculator).

Adunarea Constituantă Franceză, la propunerea lui Talleyrand se pronunță în 1790 pentru crearea unui sistem de unități de măsură stabil, uniform și simplu, iar ca unitate de bază este ales metrul lui Burattini. La obiecția că lungimea pendulului cu semiperioada de o secundă nu este aceeași peste tot, în 1793 metrul este definit provizoriu ca fiind exact a 10 000 000-a parte dintr-un sfert de meridian terestru. Cu această unitate se definesc unitățile de volum și masă, punându-se bazele sistemului metric zecimal. În același an Adunarea Națională a Franței hotărăște crearea unor etaloane pentru metru și grave, denumirea originală pentru kilogram. La 18 Germinal al anului III (7 aprilie 1795) Adunarea Națională a Franței adoptă definitiv această definiție prin decret. Termenii „gravet” (corect „milligrave”) și „grave” sunt înlocuiți cu termenii gram, respectiv kilogram. La 4 Messidor al anului VII (22 iunie 1799) etaloanele din platină ale metrului și kilogramului sunt depuse la Arhivele Naționale ale Franței, fapt considerat ca act fondator al sistemului metric. Sistemul metric este adoptat în Franța la 10 decembrie 1799 (o lună după lovitura de stat a lui Napoleon).
În 1812, în timpul Restaurației, sistemul metric este retras, fiind abolit complet. În 1816 Țările de Jos introduc sistemul metric, care în Franța va fi reintrodus abia după Revoluția din 3 octombrie 1830.
Începând din  1832 Gauss aplică sistemul metric în fizică. El determină câmpul magnetic terestru utilizând ca unități de măsură milimetrul, gramul și secunda, sistem de unități cunoscut ca Sistemul lui Gauss. Și alți fizicieni sunt preocupați de sistemele de unități. În jurul anilor 1860 Maxwell și Thomson se ocupă în cadrul Asociației Britanice pentru Progresul Științei (engleză British Association for the Advancement of Science – BAAS), fondată în 1831 de punerea la punct a unui sistem de unități de bază și derivate. Efortul lor va duce la apariția în 1874 a Sistemului CGS, ale cărui unități de măsură sunt centimetrul, gramul și secunda.
La 20 mai 1875, cu ocazia ultimei Conferințe Diplomatice a Metrului, semnată la Paris de 17 state, ia naștere Convenția Metrului, care înființează Biroul Internațional de Măsuri și Greutăți (Bureau International des Poids et Mesures - BIPM), Comitetul Internațional de Măsuri și Greutăți (CIPM) și Conferința Generală de Măsuri și Greutăți (CGPM). România aderă la Convenția Metrului în 1883.
În 1889 prima CGPM adoptă prototipuri noi pentru metru și kilogram. Numele sistemului de unități este Sistemul MKS după unitățile sale de bază: metru, kilogram și secundă.
În anii 1880 BAAS și Congresul Internațional de Electricitate, precursor al Comisiei Electrotehnice Internaționale (CEI –IEC), convin asupra unui sistem practic de unități, care conține și unitățile ohm, volt și amper. Fizicianul Giorgi arată în 1901 că este posibilă combinarea unităților electrice cu cele ale sistemului MKS adăugând o singură unitate electrică. Discuțiile propunerii de către Uniunea Internațională de Fizică Pură și Aplicată (IUPAP) și CEI conduc la adoptarea în 1946 de către CIPM a Sistemului MKSA, având la bază metrul, kilogramul, secunda și amperul. La toate aceste discuții participă și Comitetul Electrotehnic Român, din partea României. Propunerea unor fizicieni de adoptare a sistemului gaussian in locul sistemului MKSA este respinsă definitiv de Comisia Electrotehnică Internațională în 1932.
Cea de a 9-a CGPM cere BIPM în 1948 efectuarea unui studiu privind unitățile de măsură necesare în practică. În 1954 CGPM adoptă definitiv unitățile de bază suplimentare amper, kelvin și candelă.
În 1960 CGPM adoptă numele actual de „Sistemul internațional de unități” și abrevierea „SI”.
În 1971 CGPM adoptă ultima unitate fundamentală de măsură, molul.
În 1995 radianul și steradianul sunt reclasificate din unități suplimentare în unități derivate.

### Redefinirea din 2019
După ce metrul a fost redefinit în 1960, kilogramul a rămas singura unitate fundamentală SI bazată direct pe un artefact, prototipul internațional al kilogramului (IPK). În timpul celor de-a doua și a treia verificării periodice a prototipurilor naționale de kilogram, s-a observat o divergență semnificativă între masa IPK și toate copiile sale oficiale stocate în întreaga lume: astfel, masa copiilor a crescut semnificativ în raport cu masa IPK. Pe parcursul verificării extraordinare din 2014, continuarea divergenței nu a fost confirmată. Cu toate acestea, instabilitatea reziduală și ireductibilă a IPK-ului fizic a subminat fiabilitatea întregului sistem metric de la scară mică (atomică) până la scară mare (astrofizică).
S-a propus ca: 
- alături de viteza luminii, patru constante ale naturii (constanta Planck, sarcina elementară, constanta Bolzmann și numărul lui Avogadro) să fie definite cu valori exacte
- prototipul internațional al kilogramului să fie retras
- definițiile kilogramului, amperului, kelvinului și molului să fie revizuite
- formularea definițiilor unităților fundamentale să utilizeze în loc de unități explicite, constante explicite.

În 2015, CODATA task group on fundamental constants a anunțat termenele speciale de trimiterea datelor pentru realizarea definițiilor finale ale noilor unități de măsură. Aceste definiții au fost adoptate la a 26a Conferință Generală de Măsuri și Greutăți (CGMP) la 16 noiembrie 2018 și au intrat în vigoare la 20 mai 2019.

## Utilizare în lume

Harta statelor lumii după anul adoptării sistemului metric:
verde = primele, roșu = recente, negru = neadoptat, gri = nu sunt date disponibile

Actual, sistemul internațional este cel mai utilizat sistem de unități de măsură pe plan mondial. Sistemul este folosit in majoritatea țărilor lumii, la ora actuală doar Marea Britanie și încă trei țări n-au trecut încă oficial la SI: Statele Unite ale Americii, Liberia și Myanmar. Totuși, în SUA SI este larg folosit în mediile științifice.
Cu toate astea, majoritea unităților de măsură non-metrice sunt definite pe baza unităților SI. De exemplu, Institutul Național de Standarde și Tehnologii al SUA (NIST) publică tabele cu definiții ale unităților de măsură americane în funcție de cele metrice.

## Unități SI fundamentale
SI are șapte unități fundamentale independente, din care se obțin prin analiză dimensională toate celelalte unități, adică unitățile SI derivate. Unitățile fundamentale sunt considerate independente în măsura în care permit măsurarea mărimilor fizice independente. Unitățile fundamentale sunt dimensionale prin definiție, spre deosebire de cele derivate care pot fi adimensionale.
Pentru definirea unităților fundamentale ale SI se folosesc fenomene fizice reproductibile.
| Mărime                    | Simbol | Denumire | Simbol unitate | Definiție, Observații |
| ------------------------- | ------ | -------- | -------------- | --- |
| lungime                   | l      | metru    | m              | Metrul este lungimea drumului parcurs de lumină în vid în timp de 1/299 792 458 dintr-o secundă. |
| masă                      | m      | kilogram | kg             | Kilogramul este masa prototipului internațional al kilogramului confecționat dintr-un aliaj de platină și iridiu (90 % - 10 %), cu o precizie de 0,0001 și care se păstrează la Biroul Internațional de Măsuri si Greutăți (BIPM) de la Sèvres - Franța. Din 2019: Kilogramul este definit prin fixarea valorii constantei lui Planck h la valoarea exactă de 6.62607015×10−34 J⋅s (J = kg⋅m2⋅s−2), date fiind definițiile metrului și a secundei. Formula devine astfel kg = h/6.62607015×10−34⋅m2⋅s−1. |
| timp                      | t      | secundă  | s              | Secunda este durata a 9 192 631 770 perioade ale radiației care corespunde tranziției între două niveluri de energie hiperfine ale stării fundamentale a atomului de cesiu 133 la temperatura de 0 K. |
| curent electric‡          | I      | amper    | A              | Amperul este intensitatea unui curent electric constant care, menținut în două conductoare paralele, rectilinii, cu lungimea infinită și cu secțiunea circulară neglijabilă, așezate în vid, la o distanță de 1 metru unul de altul, ar produce între aceste conductoare o forță de 2×10−7 dintr-un newton pe o lungime de 1 metru. Din 2019: Un curent de 1/1.602176634×10−19 sarcini elementare e pe secundă. |
| temperatură termodinamică | T      | kelvin   | K              | Kelvinul, unitate de temperatură termodinamică, este fracțiunea 1/273,16 din temperatura termodinamică a punctului triplu al apei. Din 2019: Kelvinul este definit prin fixarea valorii numerice a constantei lui Boltzmann k la 1.380649×10−23 J⋅K−1, (J = kg⋅m2⋅s−2), date fiind definițiile kilogramului, metrului și a secundei. |
| cantitate de substanță    | n      | mol      | mol            | Molul este cantitatea de substanță a unui sistem care conține atâtea entități elementare câți atomi există în 0,012 kilograme de carbon C-12 (12C). De câte ori se întrebuințează molul, entitățile elementare trebuie specificate, ele putând fi atomi, molecule, ioni, electroni, alte particule sau grupuri specificate de asemenea particule. Un mol conține numărul lui Avogadro de entități elementare. Din 2019: O cantitate de substanță egală cu exact 6.02214076×1023 entități elementare. Acesta este valoarea numerică fixată pentru constanta lui Avogadro NA, atunci când este exprimată în unitatea mol−1 și este denumită numărul lui Avogadro. |
| intensitate luminoasă     | Iv     | candelă  | cd             | Candela este intensitatea luminoasă, într-o direcție dată, a unei surse care emite o radiație monocromatică cu frecvența de 540×1012 hertzi și a cărei intensitate energetică, în această direcție este de 1/683 dintr-un watt pe steradian. |

‡ Formularea „curent electric” din broșura SI trebuie înțeleasă ca „o mărime fizică cu ajutorul căreia se pot măsura fenomenele din domeniul curentului electric”. Actual denumirea mărimii a cărei unitate de măsură este amperul (A), este intensitatea curentului electric, lucru precizat chiar și în definiția din broșura SI din 1989 ediția a III-a în română traducere a versiunii a V-a brosurii BIPM internaționale în franceză..
Observație
Unele unități fundamentale fac referire în definirea lor la alte unități fundamentale, de exemplu definiția metrului utilizează unitatea secundă. La rândul ei, definiția secundei utilizează unitatea kelvin. Definiția amperului utilizează unitatea metru și, indirect prin forță, unitatea kilogram. Similar, unitatea de intensitate luminoasă, candela, este definită prin fluxul radiant, exprimat ca watt pe steradian, unitatea watt fiind ea însăși o unitate derivată. Prin urmare, unitățile fundamentale nu sunt independente stricto sensu dar sunt independente algebric sau din punct de vedere al analizei dimensionale, însă ele, așa cum sunt, permit măsurarea mărimilor fizice.
Simbolurile unităților nu sunt urmate de punct; aceste simboluri rămân neschimbate la plural.

## Unități SI derivate

#### Unități SI derivate din cele fundamentale
Unitățile derivate sunt date de expresii algebrice formate, prin înmulțirea și împărțirea unităților fundamentale. Numărul acestor unități folosite în știință este nelimitat. În tabelul următor se prezintă câteva exemple de astfel de unități.
| Mărime                                                | Simbol                            | Denumire                   | Simbol dimensional |
| ----------------------------------------------------- | --------------------------------- | -------------------------- | ------------------ |
| arie                                                  | A                                 | metru pătrat               | m2                 |
| volum                                                 | V                                 | metru cub                  | m3                 |
| viteză                                                | v                                 | metru pe secundă           | m s−1              |
| accelerație                                           | a                                 | metru pe secundă la pătrat | m s−2              |
| număr de undă                                         | σ , {\displaystyle {\bar {\nu }}} | metru la puterea minus unu | m−1                |
| masă volumică (densitate)                             | ρ                                 | kilogram pe metru cub      | kg m−3             |
| masă superficială†                                    | ρA                                | kilogram pe metru pătrat   | kg m−2             |
| volum masic                                           | v                                 | metru cub pe kilogram      | m3 kg−1            |
| densitate de curent \| densitatea curentului electric | j                                 | amper pe metru pătrat      | A m−2              |
| câmp magnetic                                         | H                                 | amper pe metru             | A m−1              |
| concentrație a cantității de substanță(a)             | c                                 | mol pe metru cub           | mol m−3            |
| concentrație masică†                                  | ρ                                 | kilogram pe metru cub      | kg m−3             |
| luminanță                                             | Lv                                | candelă pe metru pătrat    | cd m−2             |
| indice de refracție(b)                                | n                                 | unu                        | 1                  |
| permeabilitate relativă† (b)                          | μr                                | unu                        | 1                  |

† Formulări neprezente în traducerea din 1989 în limba română a broșurii SI versiunea a 5-a. Aceste unități SI au fost introduse la a 21-a CGPM din 1999.
(a) În domeniul biochimiei această mărime este numită concentrație de substanță.
(b) Aceste mărimi sunt cantități adimensionale sau cantități cu dimensiunea 1. Simbolul dimensional „1” pentru unitate (numărul „unu”) nu se scrie la valorile  cantităților adimensionale.

#### Unități SI derivate cu denumiri speciale
Unele unități derivate au căpătat o denumire specială și un anumit simbol.
| Mărime                                                               | Denumire(a)     | Simbol | Expresia în alte unități SI | Expresia în unități SI fundamentale |
| -------------------------------------------------------------------- | --------------- | ------ | --------------------------- | ----------------------------------- |
| unghi plan                                                           | radian(b)       | rad    | 1(b)                        | m m−1                               |
| unghi solid                                                          | steradian(b)    | sr(c)  | 1(b)                        | m2 m−2                              |
| frecvență                                                            | hertz(d)        | Hz     |                             | s−1                                 |
| forță                                                                | newton          | N      |                             | m kg s−2                            |
| presiune, tensiune mecanică                                          | pascal          | Pa     | N m−2                       | kg m−1 s−2                          |
| energie, lucru mecanic, cantitate de căldură                         | joule           | J      | N m                         | kg m2 s−2                           |
| putere, flux energetic                                               | watt            | W      | J s−1                       | kg m2 s−3                           |
| sarcină electrică, cantitate de electricitate                        | coulomb         | C      |                             | A s                                 |
| diferență de potențial electric (tensiune) tensiune electromotoare   | volt            | V      | J C−1                       | kg m2 A−1 s−3                       |
| capacitate electrică                                                 | farad           | F      | C V−1                       | A2 s4 kg−1 m−2                      |
| rezistență electrică                                                 | ohm             | Ω      | V A−1                       | kg m2 A−2 s−3                       |
| conductanță electrică                                                | siemens         | S      | A V−1                       | A2 s3 kg−1 m−2                      |
| flux de inducție magnetică                                           | weber           | Wb     | V s                         | kg m2 A−1 s−2                       |
| inducție magnetică                                                   | tesla           | T      | V s m−2                     | kg A−1 s−2                          |
| inductanță                                                           | henry           | H      | V s A−1                     | kg m2 s−2 A−2                       |
| temperatură Celsius                                                  | grad Celsius(e) | °C     |                             | K                                   |
| flux luminos                                                         | lumen           | lm     |                             | cd sr                               |
| iluminare                                                            | lux             |        | lx                          | m−2 lm                              |
| activitate (a unui radionuclid)‡ (f)                                 | becquerel(d)    | Bq     |                             | s−1                                 |
| doză absorbită, energie masică comunicată masică, kerma‡             | gray            | Gy     | J kg−1                      | m2 s−2                              |
| echivalent al dozei absorbite‡ (ambiantă, direcțională, individuală) | sievert(g)      | Sv     | J kg−1                      | m2 s−2                              |
| activitate catalitică†                                               | katal           | kat    |                             | mol s−1                             |

† Formulare neprezentă în traducerea din 1989 în limba română a broșurii SI versiunea 5-a. Această unitate SI a fost introdusă la a 21-a CGPM din 1999.
‡ Unități SI derivate cu denumiri speciale admise pentru protecția sănătății umane.
(a) Prefixele pot fi folosite pentru oricare nume sau simbol, dar uneori unitatea rezultantă nu e coerentă.
(b) Radianul și steradianul sunt numele speciale pentru numărul „unu”, care pot fi utilizate pentru a specifica mărimea respectivă. În practică simbolurile rad și sr se folosesc pe măsura necesităților, iar simbolul „unu” nu este scris în cazul mărimilor adimensionale.
(c) În fotometrie, se menține simbolul steradianului, sr, în expresia unităților.
(d) Unitatea hertz se folosește doar pentru fenomenele periodice, iar unitatea becquerel doar pentru procesele aleatoare legate de activitatea unui radionuclid.
(e) Gradul Celsius este numele special al kelvinului folosit pentru exprimarea gradelor Celsius. Unitatea "grad Celsius" și unitatea „kelvin” sunt egale ca mărime, astfel că valoarea numerică a unei diferențe de temperatură sau a unui interval de temperaturi este aceeași la exprimarea în grade Celsius sau în kelvini.
(f) Activitatea unui radionuclid este uneori numită incorect radioactivitate.
(g) V. Recomandarea 2 (CI-2002) a CIPM (p. 79) privind utilizarea sievert (PV, 2002, 70, 102).

#### Unități SI coerente
Unitățile derivate se definesc prin produsul puterilor unităților fundamentale. Dacă acest produs nu conține alt factor numeric decât 1, ele se numesc unități derivate coerente. De exemplu, unitatea de viteză metru pe secundă este coerentă, în timp ce unitățile kilometru pe secundă, centimetru pe secundă sau milimetru pe secundă, deși fac parte din SI, nu sunt unități coerente.
| Mărime                                       | Denumire                       | Simbol      | Expresia în unități SI fundamentale |
| -------------------------------------------- | ------------------------------ | ----------- | ----------------------------------- |
| viscozitate dinamică                         | pascal-secundă                 | Pa s        | m−1 kg s−1                          |
| momentul unei forțe                          | newton-metru                   | N m         | m2 kg s−2                           |
| tensiune superficială                        | newton pe metru                | N m−1       | kg s−2                              |
| viteză unghiulară                            | radian pe secundă              | rad s−1     | m m−1 s−1 = s−1                     |
| accelerație unghiulară                       | radian pe secundă la pătrat    | rad s−2     | m2 kg s−2                           |
| Flux termic superficial iluminare energetică | watt pe metru pătrat           | W m−2       | kg s−3                              |
| capacitate termică, entropie                 | joule pe kelvin                | J K−1       | kg m2 s−2 K−1                       |
| capacitate termică masică, entropie masică   | joule pe kilogram-kelvin       | J kg−1 K−1  | m2 s−2 K−1 = m² s−2 K−1             |
| energie masică                               | joule pe kilogram              | J kg−1      | m2 s−2                              |
| energie volumică                             | joule pe metru cub             | J m−3       | m−1 kg s−2                          |
| câmp electric                                | volt pe metru                  | V m−1       | m kg s−3 A−1                        |
| sarcină (electrică) volumică                 | coulomb pe metru cub           | C m−3       | m−3 s A                             |
| sarcină (electrică) superficială†            | coulomb pe metru pătrat        | C m−2       | m−2 s A                             |
| inducție electrică deplasare electrică       | coulomb pe metru pătrat        | C m−2       | m−2 s A                             |
| permitivitate                                | farad pe metru                 | F m−1       | m−3 kg−1 s4 A2                      |
| permeabilitate                               | henry pe metru                 | H m−1       | m kg s−2 A−2                        |
| energie molară                               | joule pe mol                   | J mol−1     | m2 kg s−2 mol−1                     |
| entropie molară capacitate termică molară    | joule pe mol-kelvin            | J mol−1 K−1 | m2 kg s−2 K−1 mol−1                 |
| expunere (radiații X și γ)                   | coulomb pe kilogram            | C kg−1      | kg−1 s A                            |
| debitul dozei absorbite                      | gray pe secundă                | Gy s−1      | m2 s−3                              |
| intensitate energetică                       | watt pe steradian              | W sr−1      | m4 m−2 kg s−3 = m2 kg s-3           |
| luminanță energetică                         | watt pe metru pătrat-steradian | W m−2 sr−1  | m2 m−2 kg s−3 = kg s−3              |
| concentrație activitate catalitică†          | katal pe metru cub             | kat m−3     | m−3 s−1 mol                         |

† Formulări neprezente în traducerea din 1989 în limba română a broșurii SI versiunea 5-a.

#### Reguli de folosire a unităților
La scrierea simbolurilor unităților se recomandă:
- Numele unităților se scriu cu litere latine, drepte.
- Simbolurile se scriu cu minuscule, cu excepția cazului când provin dintr-un nume propriu, când prima literă e majusculă.
- Simbolurile nu sunt abrevieri, deci nu se pune punct după ele, cu excepția cazului în care regulile gramaticale impun notarea printr-un punct a sfârșitului unei fraze.
- Înmulțirea și împărțirea se fac conform regulilor clasice ale algebrei. Împărțirea este simbolizată de bara oblică ( / ) sau de exponenții negativi. Pe un rând se recomandă să fie o singură bară oblică, la nevoie simbolurile se grupează cu paranteze.
- Nu se admit prescurtări gen „cc” pentru centimetru cub, „mps” pentru metri pe secundă etc.
- Valoarea numerică precede întotdeauna simbolul, care la rândul său este precedat de un spațiu. Singura excepție este pentru unitățile unghiurilor: °, ' și ", care se scriu imediat după valoarea numerică. Simbolul temperaturii  °C este precedat de un spațiu.

## Prefixe SI

#### Lista prefixelor SI
Prefixele care formează multiplii și submultiplii unităților de măsură din SI au fost adoptate:
- pentru 10−12 - 1012 în 1960;
- pentru 10−15 și 10−18 în 1964;
- pentru 1015 și 1018 în 1975;
- pentru 1021, 1024, 10−21 și 10−24 în 1991.

Lista prefixelor este următoarea:
| Nume   | quetta | ronna | yotta | zetta | exa  | peta  | tera  | giga  | mega  | kilo  | hecto | deca   |
| Simbol | Q      | R     | Y     | Z     | E    | P     | T     | G     | M     | k     | h     | da     |
| Factor | 1030   | 1027  | 1024  | 1021  | 1018 | 1015  | 1012  | 109   | 106   | 103   | 102   | 101    |
| Nume   | deci   | centi | mili  | micro | nano | pico  | femto | atto  | zepto | yokto | ronto | quekto |
| Simbol | d      | c     | m     | µ     | n    | p     | f     | a     | z     | y     | r     | q      |
| Factor | 10−1   | 10−2  | 10−3  | 10−6  | 10−9 | 10−12 | 10−15 | 10−18 | 10−21 | 10−24 | 10−27 | 10−30  |

Prefixele binare, folosite în domeniul computerelor, nu fac parte din SI.

#### Reguli de folosire a prefixelor SI
La scrierea prefixelor se recomandă:
- Simbolurile prefixelor se tipăresc cu litere latine, drepte, fără spațiu între simbolul prefixului și simbolul unității.
- Ansamblul format din simbolul unui prefix și simbolul unei unități formează un nou simbol, care poate fi ridicat la o putere și poate fi combinat cu alte simboluri. Exemple:

2,3 cm3 = 2,3 (10-2 m)3 = 2,3×10-6 m3
1 cm-1 = 1 (cm)-1 = 1 (10-2 m)-1 = 102 m-1 = 100 m-1
1 V/cm = (1 V)/( 10-2 m) = 102 V/m = 100 V/m
5000 μs-1 = 5000 (10-6 s)-1 = 5000×106 s-1 = 5×109 s-1
- Nu se admit prefixe compuse. Exemplu: 1 nm, nu 1 mμm.
- Un prefix nu poate fi folosit singur. Exemplu: 106 /m3, nu M/m3.

#### Kilogramul
Unitatea de masă este singura dintre unitățile SI fundamentale a cărei denumire conține, din motive istorice, un prefix. Denumirile multiplilor și submultiplilor zecimali ai unității de masă se formează adăugând prefixe la cuvântul gram.
Exemplu: 10−6 kg = 1 miligram (1 mg), nu 1 microkilogram (1 μkg).

## Unități care nu fac parte din SI
Deși utilizarea SI este recomandată în știință, tehnologie și comerț, este recunoscut faptul că mai sunt încă utilizate o serie de unități adânc înrădăcinate în decursul timpului. Dintre acestea fac parte:
- unități de timp: minutul, ora, ziua, anul;
- unități ale geometriei: gradul, minutul și secunda;
- unități de masă: tona;
- unități de volum: litru;
- unități tehnice: bar, mmHg, decibelul;
- unități de navigație (inclusiv aeriană): piciorul, mila marină, nodul;
- unele unități ale sistemului CGS;
- unități ale fizicii experimentale: unitatea astronomică, viteza luminii, electronvoltul etc.

Menținerea acestor unități este justificată de obișnuință, comoditate și aparatură (exemplu: ceasuri).
Alte unități și prefixe care nici ele nu fac parte din SI, dar au apărut recent:
- unități de cantitate de informație sau și de capacitate de memorie de computer: bitul, baitul și octetul. De asemenea, nici prefixele binare nu fac parte din SI.

## Standardizarea sistemului internațional în România
În România, obligativitatea utilizării sistemului internațional a fost stabilită prin standarde, actualizate periodic. Ultima actualizare datează din anii 1994-1996, când standardele STAS 737/1-16/82-91 au fost înlocuite cu standardele SR ISO 31-x:1995, traducere a standardului ISO 31. Aceste standarde se referă la:
- SR ISO 31-0:1994 Măsuri și unități. Partea 0. Principii generale.
- SR ISO 31-1:1995 Măsuri și unități. Partea 1. Spațiu și timp.
- SR ISO 31-2:1995 Măsuri și unități. Partea 2. Fenomene periodice și conexe.
- SR ISO 31-3:1995 Măsuri și unități. Partea 3. Mecanică.
- SR ISO 31-4:1995 Măsuri și unități. Partea 4. Căldură.
- SR ISO 31-5:1995 Măsuri și unități. Partea 5. Electricitate și magnetism.
- SR ISO 31-6:1995 Măsuri și unități. Partea 6. Lumină și radiații.
- SR ISO 31-7:1995 Măsuri și unități. Partea 7. Acustică.
- SR ISO 31-8:1995 Măsuri și unități. Partea 8. Chimie fizică și fizică moleculară.
- SR ISO 31-8:1995/C1:1996 Măsuri și unități. Partea 8. Chimie fizică și fizică moleculară.
- SR ISO 31-9:1995 Măsuri și unități. Partea 9. Fizică atomică și moleculară.
- SR ISO 31-10:1995 Măsuri și unități. Partea 10. Reacții nucleare și radiații ionizante.
- SR ISO 31-11:1995 Măsuri și unități. Partea 11. Semne și simboluri matematice cu utilizare în științele fizicii și în tehnică.
- SR ISO 31-12:1995 Măsuri și unități. Partea 12. Numere caracteristice.
- SR ISO 31-13:1995 Măsuri și unități. Partea 13. Fizica stării solide.

Precum și:
- SR ISO 1000:1995 Unități și recomandări pentru utilizarea submultiplilor zecimali precum și a altor unități.

În afară de acestea, mai sunt în vigoare vechile standarde:
- STAS 10085/1-75 Conversia valorilor numerice dintr-un sistem de unități în altul. Metode generale de conversiune.
- STAS 10085/2-75 Unități de măsură care nu fac parte din sistemul internațional (SI). Factori de conversiune.
- STAS 10085/3-75 Conversiunea valorilor numerice dintr-un sistem de unități în altul. Tabele de conversiune.